# サイリックス
サイリックス (Cyrix) はかつて存在したアメリカ合衆国のCPU製造・販売会社である。コンピュータの80286、80386系の高性能の数値演算プロセッサ (FPU) の供給元であった。1988年に創設された。会社はテキサス・インスツルメンツ (TI) 出身の人員より構成され、長い期間、TIとのトラブルが生じていた。
サイリックスの創設者ジェリー・ロジャーは、技術者を積極的に集め支援し、30人と少数ながら、有能なデザインチームを構成した。
サイリックスは、1997年11月11日に、ナショナル セミコンダクターと合併した。

## 製品

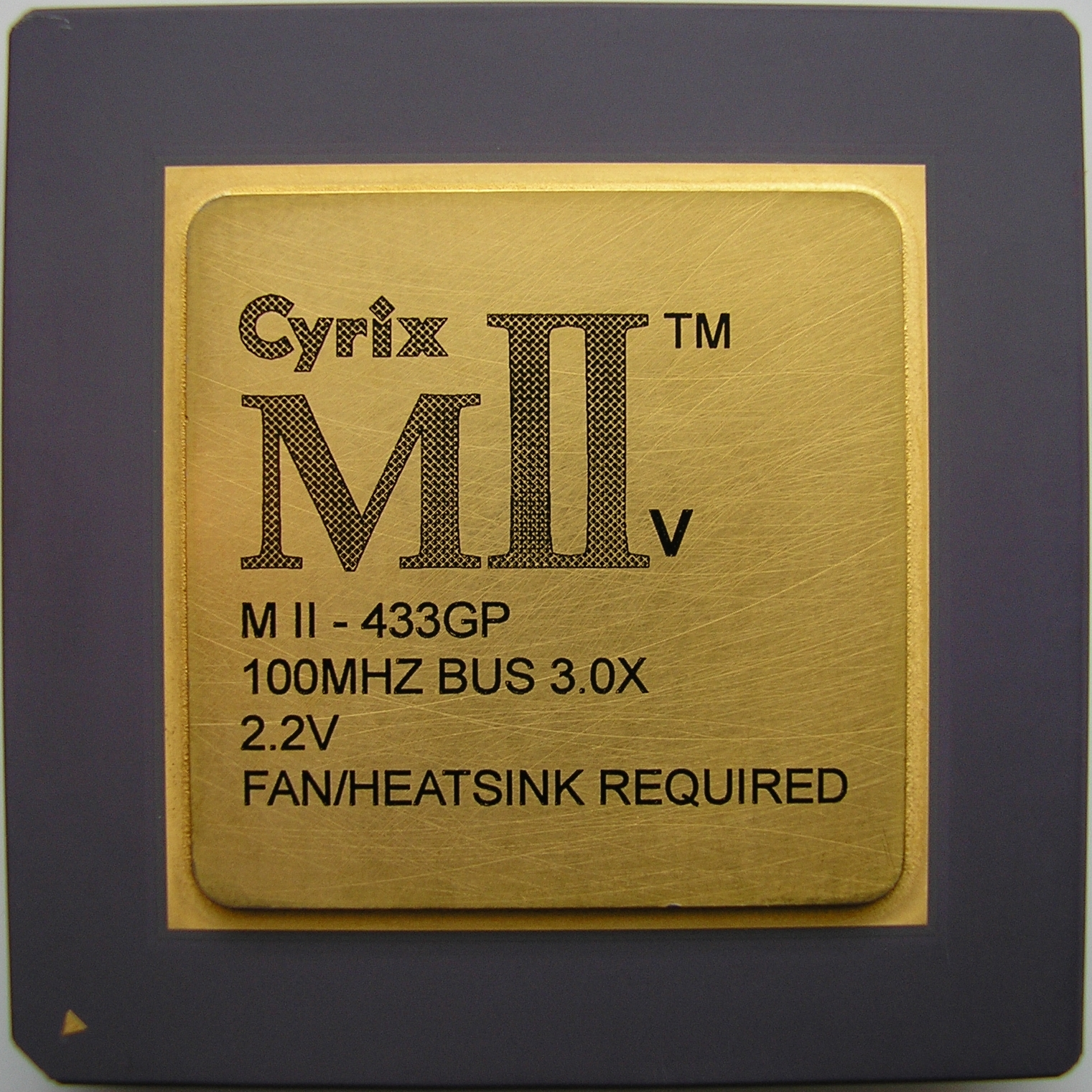
Cyrix M II - 433GP

PC市場への最初のサイリックスの製品は、x87に互換性のあるFPU浮動小数点演算ユニットである。サイリックスのFasMathこと83D87・83S87は1989年に発表された。これは、80387DX/SX互換の高速なコプロセッサでインテルの387DXと比較し50%以上高性能であった。
1992年に発表された、486SLCや486DLCを含む早期のCPU製品は、その名前から一見i486等との互換性を思わせるが、実際にはそれぞれ386SX及びDXとピン互換であった。それらは、チップ上にL1キャッシュと、i486の命令セットが追加されており、性能的には386と486の間のチップであった。これらの製品は、CPUは非常に低コストのクローンPCやラップトップPCで使用された他、エンドユーザーが古くなった386の性能を向上させるためのアップグレード手段として用いられたり、業者が売れ残った386のボードを低予算で486のボードにするために使用された。批評では、i486を思わせる名称でありながら、それに及ばない性能しか発揮できなかった点が非難されていた。また、サイリックスのSLCに関連しない、インテルのSLラインとCPUのIBMのSLCラインに同様の名前があり混乱を引き起こしていた。また、キャッシュを持たないi386用のマザーボードにはBIOSにキャッシュを有効にする機能が無かったので、OS起動後にキャッシュをソフトウェアで有効化する必要があった。
サイリックスは後に サイリックス486SRX2と486DRX2を発表した。これは、SLC・DLCのCPUコアクロックを外部バスに対して2倍速動作としたもので、386を搭載したパソコンを486相当にアップグレードを行う消費者に販売された。
その時、サイリックスは、インテルの競合品とピン互換性のある486を発表することは可能であった。しかし、そのチップは実際にはアドバンスト・マイクロ・デバイセズ (AMD) 製競合機種であるAm486より市場投入が遅れ、ベンチマークテストでもAMDやインテルの競合品より若干遅かった。そのため、それらの製品は、低予算でCPUアップグレードをするための市場へ投入された。
AMDは自社製Am486の一部をOEMで、特にエイサーやコンパックなどに対して大量に供給していたのに対し、サイリックスはこの様な販路を確保できなかった。しかし、サイリックスのチップはPCのアップグレードを行うユーザーに強く支持された。その理由として、サイリックスの486系CPUはインテル・AMDの同等品がI/O系の5VとCPUコアの3.3/3.45Vの2系統の電圧供給を必要としたのに対し、5V単電圧動作で、しかもフロントサイドバスが33・40・50MHzでの動作に対応していた点が挙げられる。前者の特徴はインテルの486DX4以降をサポートしない古いマザーボードでもそのままCPUを差し替えるだけで動作する可能性が高いことを示し、後者はマザーボードやメモリなどが対応していれば50MHz設定とすることで486系としては最高水準の性能を得られることを意味していた。
1995年、Pentiumのクローンがまだ出荷準備ができていない時に、サイリックスは前回と同様のコンセプトのCx5X86を発表した。
これは、コードネームM1として開発が進められていた6x86のコア設計を基本として、486ソケットに適合するように若干のアレンジを加えたサブセット版であり、M1scというコード名を与えられていた。このチップは内部CPUコアが100～133MHzで動作し、100MHz動作時に75MHzのPentiumに相当する性能を示した。AMDの競合製品であるコードネームX5ことAm5x86が、L1キャッシュを従来製品から倍増した以外は、製造プロセスのシュリンクによる恩恵で486系の内部コアをほぼそのまま4倍速で133MHz動作させてPentium 75MHz相当の性能を得たのに対し、サイリックスのCx5x86は内部アーキテクチャが刷新され、内部データバスの64ビット化や分岐予測の実装など、Pentiumに近い特徴を備えていた。このため、動作クロックはAm5x86と比較して低かったが、同一コアクロックの条件下ではAm5x86を大きく凌駕する性能を発揮した。もっともその反面、ライトバックキャッシュの制御法が独特で他社製品と互換性が無く、また対応BIOS環境下以外ではその挙動にも不安定な面が散見され、アップグレード用としても使用が難しかったため、ビジネスとしては大きな成功を収めることはなかった。
1995年の終わり、サイリックスはPentiumとソケット互換のコードネームM1ことCyrix 6x86を発表した。これは高度のアウト・オブ・オーダー実行機能を持ち、同クロックで競合するインテルのチップの性能を超えた初めてのサイリックス製CPUであった。最初、サイリックスはオリジナルを超える性能を持つ点に価値を見出して販売価格を高くつけたが、6x86の内蔵数値演算コプロセッサ (FPU) は構造・性能共に486時代と大差ないレベルに留まっており、Pentiumほど高速ではなかった。そのため、FPUの演算性能が求められるFPSタイプの3Dゲームの人気により、サイリックスはその価格を下げざるを得なかった。AMDのチップが主要なOEM顧客により使用されるのとは異なり、6x86はコンピュータファンや個々のコンピュータショップで人気を得た。
後の6x86Lは、6x86の低パワー版で、6x86MXは、MMX命令セットを加え、L1キャッシュを大きくした。6x86MXのデザインを元にしたMIIは、Pentium IIと比較してよい性能を示すチップであることを示そうと、少々の名前の変更が行われた。
1996年、サイリックスは初のメディアプロセッサであるMediaGXを発表した。これは、CPUコアに加えてチップセット、それにサウンドコントローラやビデオコントローラなど、PCで必要な主な別々の構成要素の全てを1つのチップに集積したものであった。このプロセッサは120MHzあるいは133MHzで動作し、Cx5x86の技術に基づいていたため、その性能は酷評されていたが、システム全体のコストが大きく引き下げられたことから低価格マシン向けとして大成功を収めた。
まず、コンパックが低価格のプレサリオ (Presario) 2100や2200に採用したことで、サイリックスの最初の大成功となった。更にこれは、パッカードベルへの販売が実施され、この実績から6x86がパッカードベルやeMachinesに採用されたことで、サイリックスの戦略の正しさを示した。
MediaGXの後期バージョンではMMX命令のサポートが実施され、CPUコアの333MHz動作が可能となった。また、2番目のバージョンでは、ビデオの処理能力が拡張された。

## PRレーティング
6x86はインテルのPentiumより命令対命令間の基本部分を改良して効率的な処理を行っていた点と、インテルやAMDよりバスのクロックが速いものを使用している点から、サイリックスとその競合のAMDはお互いに、インテルより製品を比較した場合、議論の的になるが、より有利なPRレーティングの評価方法を発達させてきた。133MHzで動作する6x86は一般的なベンチマークにおいて166MHzのPentiumより僅かに早く、そのバージョンの6x86には6x86-P166+と表示されていた。
Pentium以外の製品に"P166"や"P200"の文字を使用することに対して、インテルは法律的な行動を起こし、サイリックスはその名前の後ろに"R"の文字をつけることで対処した。
PRレーティングは、業務アプリケーションの様な浮動小数点演算を使用しない場合の値であり、サイリックスのチップはインテルのものより一般的に良い評価となるが、同一クロックにおいて浮動小数点演算の性能を見るとインテルのものより遅く、浮動小数点演算を多用する最新の3Dゲームを動作させる目的ではPRレーティングは破綻すると議論の的になっていた。
インテル互換プロセッサで最大のシェアを占めていたAMDも賛同し、AMD K5プロセッサでPRレーティングを採用していた。しかしPRレーティングが破綻したことで今後この様な性能表記を行わないと公言し、AMD K6では採用しなかった。しかし、AMDは再び対Pentium 4で劣勢になり、Athlon XPで同様の性能表記であるモデルナンバーを導入し、公約を破った。もっとも、その後高クロック動作に特化したNetBurstアーキテクチャでのクロック表記の有利さを背景として、Athlon XPでのモデルナンバー採用を揶揄したインテルも、マーケティング上実クロック表記では不都合なCoreアーキテクチャの採用に当たって、実クロックでの性能表記を事実上廃止してモデルナンバーを使用するシステムへ移行しており、現在では実クロックでの表記は性能比較の上ではほとんど意味のないものとなっている。

## 製造パートナー
サイリックスはファブレスの会社であった。サイリックスはチップをデザインし、それを販売していたが、チップ製造については外部の半導体製造ファウンダリーへ製造委託契約を行っていた。初期には、サイリックスは製造委託先としてテキサス・インスツルメンツ (TI) やSGSトムソン（現在のSTマイクロエレクトロニクス）を使用していた。1994年には、TIとはいくつかの見解の違いで、SGSトムソンとは、製造を続けることが困難であることから、製造委託契約を打ち切り、インテルのライバルであるIBMマイクロエレクトロニクスに製造委託先を変更した。
IBMマイクロエレクトロニクスとサイリックスとの間で交わされたプロセッサ製造に関する合意の中で、サイリックスは自社が設計したCPUをIBMが自社ブランドで製造、販売する権利を許諾した。推測では、IBMが6x86を自社製品に広く使用する事を意図していたと言われる。これによりサイリックスの株価を含めた市場の評価は上昇した。
IBMはIBM THE PC以来インテル製CPUを大量に使用していたものの、その量を減らしつつあり、AMD製CPUを主要製品に採用するとともに、一部の廉価版モデルにサイリックス設計のチップを使用しつつあった。そのほとんどが、アメリカ合衆国の外で売られるものであった。更にIBMは6x86チップを外販することにより、しばしば、サイリックス製品の価格を引き下げた。

## 法律上のトラブル
AMDと異なり、サイリックスはライセンス交渉の下、インテルのデザインを製造販売することは無かった。サイリックスの設計は、社内のリバースエンジニアリングによる詳細な解析結果に基づいたものであった。そのため、AMD386と486はインテルの作成した、機械語のソフトが動作したが、サイリックスの設計したものでは完全に動作しない場合もあった。潜在的な競争相手を取り除くために、インテルはサイリックスに対して何年も法的な争いを仕掛けた。その内容はサイリックスの486がインテルの特許を侵害しているというものである（インテルは他社との間のx86系CPUにかかるセカンドソース契約を1998年までに終了した）。
全般的に訴訟はインテルの敗訴で終わった。しかし、最終的な決着は法廷の外で行われた。インテルは、サイリックスが独自に開発したx86系CPUを、インテルのライセンスを既に所有しているどのファウンダリーでも製造することができる権利に同意した。両者ともこれにより以下のものを得た。サイリックスは、自分たちのCPUをテキサス・インスルメンツや、SGSトムソン、IBM(この時、この3社ともインテルとのクロスライセンスを所有していた)で製造を続けることができたし、インテルは潜在的な金銭的損失を避けた。
続く1997年の訴訟ではインテルがサイリックスの互換チップは自社特許を侵害していると訴えるのに対し、サイリックスはPentium ProとPentium IIが自社の特許―特に、パワー・マネージメントとレジスタ・リネーミング技術―を侵害していると訴えた。この状況は長引くと予想されていたが、結局法廷外で決着した。実際、クロスライセンスによって、非常に簡単に決着した。これにより、インテルとサイリックスはお互いの特許を自由に使用することができた。この中ではPentium Proがサイリックスの特許を侵害しているかどうかについては言及しなかった。単に、インテルにそれらのCPUを続けて使用できる様に許可しただけだった。―正確には、その前の決着のように、サイリックスの486がインテルの特許を侵しているというインテルのクレームを避けただけだった。

## ナショナル セミコンダクターとの合併
1997年8月、訴訟が進んでいる間に、サイリックスはナショナル セミコンダクターに吸収合併された（ナショナル セミコンダクターは既に、インテルとのクロスライセンスを持っていた）。これにより、サイリックスは更なる販路を確保し、さらにナショナル セミコンダクターの製造工場を使用できる様になった。その工場は元々RAMや高速通信のアナログ回路を作っていたものであった。RAMとCPUの製造は類似しているため、その時のアナリストは、この統合が納得できるものだと信じていた。IBMとの製造委託契約はしばらくの間継続されたが、サイリックスは最終的に全てのチップの製造をナショナル セミコンダクターの工場で行うことにした。合併はサイリックスの財務状態を向上させ、またファブレスでは採用が困難であった最新プロセスでの製造を行う設備を使用することを可能とした。
合併は同時に、リソースの集中先を変更させた。ナショナル セミコンダクターの優先度はMediaGXの様にシングルチップの安価な多機能集約型デバイスであり、MIIや6x86の様な高性能のチップでなかった。修正版の6x86はインテルのPentium IIと直接競合しようとしたものであった。ナショナル セミコンダクターはサイリックスの高性能チップの設計能力に疑問をもち、また市場でインテルと高性能製品で争うことを恐れていた。一方、MediaGXは市場で直接の競争相手が存在せず、また低コストPCの生産のためOEM継続の要望があり、これが安全策に見えた。
ナショナル セミコンダクターはサイリックスが合併した後、財務的な問題に直面し、この問題はサイリックスを同様に痛めつけた。サイリックスのMIIがPR-300からPR-333の間の性能を持つ一方で、1999年までの間にAMDとインテルは激しいスピード競争の結果として、CPUの動作クロックスピードを450MHz以上に大きく向上させ、2000年には遂に1GHzの大台に到達したが、サイリックス製CPUの動作クロック向上は遅々として進まなかった。また、MIIにはFSBと83MHzを標準として使用するものがあり、分周率の問題から動作や互換性、あるいは安定性に問題が発生するケースが散見された。Socket 7のマザーボードの大多数は、通常の30MHzか33MHzをPCIバスの固定された1/2分周器でクロック供給して使用していた。一方、MIIの83MHzバスでは、PCIバスを、PCI規格が定める上限を超える41.5MHzで動作させる結果となり、このバスに接続されたPCIデバイスは安定せず、動作しないことが多かった。一部のマザーボードは1/3分周器をサポートしていたが、その場合にはPCIバスは27.7MHzで動作し、安定動作するがその低速さからシステムの性能に悪影響を与えた。この問題は、最終的にFSBが100MHzで動作するいくつかのモデルにおいて修正された。そうしているうちに、MediaGXはインテルとAMDのローエンドチップの圧力に直面した。それは、廉価なコストでより高い性能を得られた。サイリックスの製品は1996年には性能の良い製品であると考えられていたが、やがて、ミドルレンジに落ち、リストにあると言うレベルに、そして、リストの端に載っているというレベルになり、市場を完全に失う危険な状態となった。
サイリックスの最後の低価格マイクロプロセッサは300MHz(100x3)で動作するサイリックスMII-433であり、AMD K6-2 300MHzと比較してFPU計算で速かった（Dr. Hardwareのベンチマーク）。しかし、このチップは他の製造元の実動作クロック433MHzで動作するプロセッサに対しての競合品であった。たとえそれがサイリックス自身の宣伝により直接行われたものであったとしても、この比較は公正なものではなかった。
ナショナル セミコンダクターはCPU市場から距離を置いており、サイリックスのエンジニアはそれぞれバラバラになってしまった。その時まで、ナショナル セミコンダクターはサイリックスをVIA Technologiesに売り渡し、設計チームは存在せず、MIIの市場は消滅していた。VIAはセントールやVIAより、サイリックスの名前のほうが市場での認識が良いと信じて、サイリックスの名前をセントールテクノロジー (Centaur Technology) により設計されたチップに使用した。
ナショナル セミコンダクターはMediaGXの設計をもう数年続けたが、それをGeodeの名前で残し、それを集積プロセッサとして売ろうと考えていた。2003年AMDにこのGeodeの権利が売り渡された。
2006年6月AMDは0.9Wの消費電力の低パワープロセッサを公開した。このプロセッサはGeodeのコアに基づいており、サイリックスの技術的工夫がまだ生き残っており、これからも生き残ることを示している。

## 遺産
会社は短期間のみ存在し、そのブランド名は現在使用されていないが、AMDとの競争は、低価格のCPU市場を作り出した。これは、PCの平均価格を引き下げ、インテルに低価格版プロセッサとしてCeleronの生産ラインを作らせ、より速いプロセッサをよりすばやく競合できるように価格を下げるに至った。
加えて、VIAによるサイリックスの知的資産と契約の獲得は、VIAサイリックスの名前の使用をやめた後も、インテルとの法廷闘争から自分を守ることとなった。
これは、http://www.redhill.net.auにあるドキュメントの編集バージョン（訳注：この翻訳は翻訳版となります）であり、使用許可をとってある。適切でない部分は省略されている。
2021年3月現在、兆芯は、サイリックスの技術資産を受け継いだVIAのライセンスを利用してZhaoxin KX-7000シリーズを開発している。